# Work It Out
Work It Out ist ein Funk- und Rap-Song der R&B-Sängerin Beyoncé für den Soundtrack zum Film Austin Powers in Goldmember von 2002, in dem Beyoncé eine Hauptrolle spielt. Der Song wurde von Beyoncé, Pharrell Williams und Chad Hugo geschrieben und als Single im Juni 2002 veröffentlicht. Er kam nicht in die Billboard Hot 100. Er erreichte jedoch Platz 11 in den „Hot Dance Club Play“ Charts. Nur in Großbritannien mit Platz 7 und Norwegen mit Platz 3 schaffte es der Titel in die Top 10. Die Regie fürs Musikvideo führte Matthew Rolston. Der Song war später auf Beyoncés Debütalbum Dangerously in Love enthalten.